# Joško Poljak
Joško Poljak (Split, 19. veljače 1978.) je hrvatski profesionalni košarkaš. Igra na poziciji centra, a trenutačno je član hrvatskog košarkaškog kluba Split CO. Košarkašku karijeru započeo je u Splitu, a nastavio u ruskom CSKA Moskvi. Još je u dva navrata igrao za slovensku Union Olimpiju, Cibonu i ciparski Kolossos iz Rodosa. Tada je prekinuo svoju karijeru zbog ozljede koljena. Nakon dvogodišnje pauze, u kolovozu 2008. natrag se je vratio na košarkaške parkete i potpisao za momčad u kojoj je započeo svoju profesionalnu karijeru Splitu.

## Vanjske poveznice
- Profil na NLB.com